# Zeleni Istre
Zeleni Istre je politička stranka koja djeluje u Republici Hrvatskoj. Osnovana je 2005. godine u Puli.
Predsjednik stranke je Dean Buić, potpredsjednici su Rozana Veselica i Sergio Kalogjera, a zalažu se za to da Pula postane studenski grad, te da se u gradskom vijeću čuje i poštuje glas mladih. Do 9. travnja 2009. godine, stranka je djelovala pod nazivom "Mladi Hrvatske", a 2005. godine imali su stotinjak članova.
Adresa stranke je Vidikovac 37, Pula.